# 978

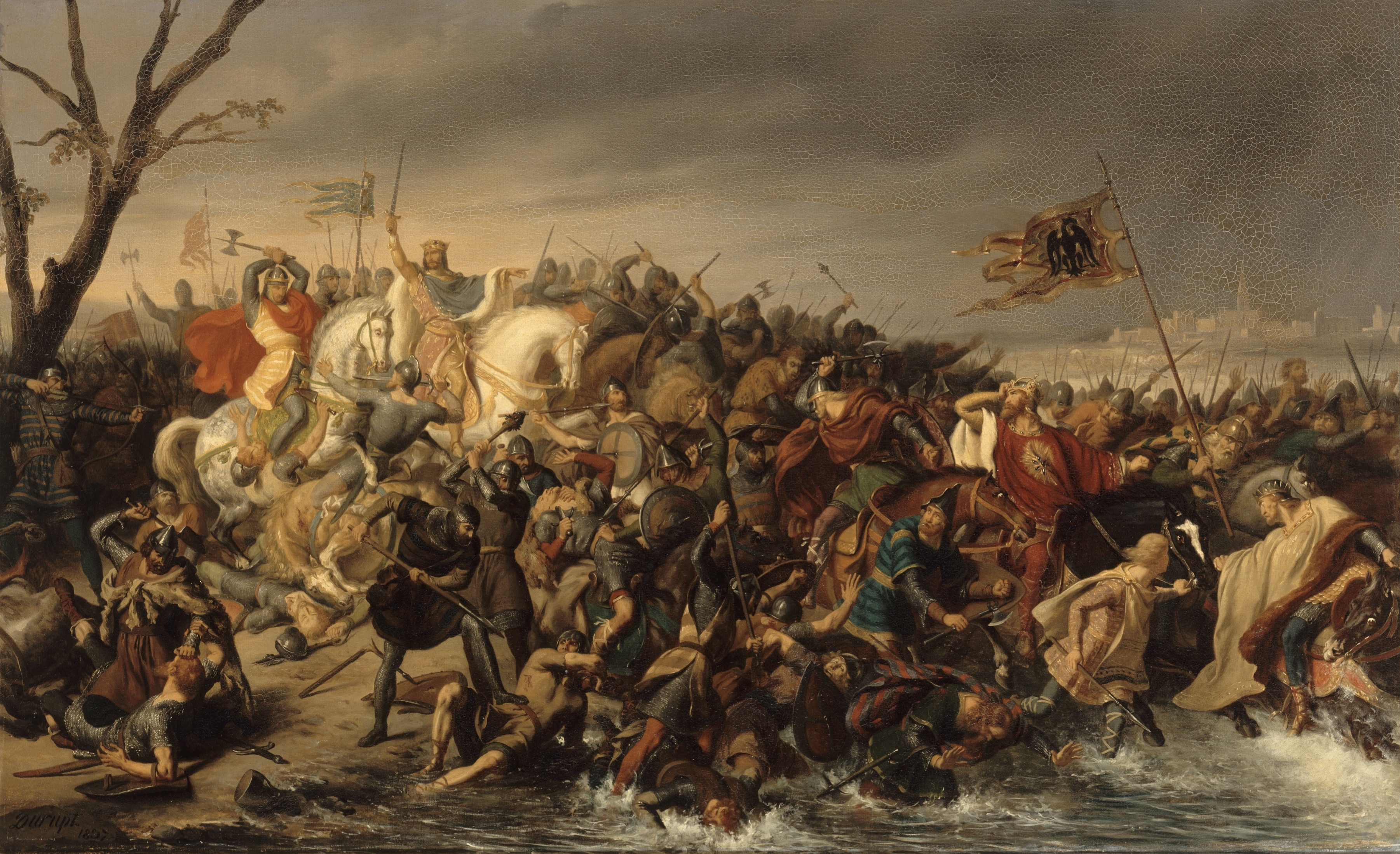
Koning Lotharius III (links) valt Otto's leger aan bij het oversteken van de rivier de Aisne.

Het jaar 978 is het 78e jaar in de 10e eeuw volgens de christelijke jaartelling.

## Gebeurtenissen

### Europa
- Zomer - Koning Lotharius III (II) leidt een militaire expeditie naar Lotharingen, vergezeld door zijn adviseur Hugo Capet, een van de machtigste edelen van Frankrijk. Lotharius steekt de rivier de Maas over en neemt Aken in, waarbij hij de Akense koningspalts plundert. Lotharius moet zich na vier maanden (vanwege gebrek aan voedsel) terugtrekken. Keizer Otto II ("de Rode") en zijn vrouw Theophanu weten te ontsnappen naar Keulen.[1]
- Almanzor, Arabisch adviseur en regent, wordt benoemd tot vizier van het kalifaat van Córdoba (huidige Spanje). Hij grijpt de macht van de 13-jarige kalief Hisham II en voert strenge verordeningen door. Almanzor sluit de jonge kalief op in zijn paleis Medina Azahara, onder het voorwendsel hem een vrome opvoeding te geven. Ondertussen bereidt hij een militaire campagne voor tegen de koninkrijken Castilië en León in Al-Andalus.[2]
- Otto II ("de Rode") laat de drie adellijke opstandelingen in Maagdenburg straffen. Hendrik II ("de Twistzieke") wordt ontdaan van al zijn bezittingen en gevangengezet onder toezicht van Folcmar (of Poppo), bisschop van Utrecht. De andere twee: Hendrik III ("de Jongere") verliest zijn hertogdom aan Otto's neef Otto I en Hendrik I, bisschop van Augsburg, wordt gearresteerd en opgesloten in de Abdij van Werden (huidige Duitsland).[3]
- Herfst - Otto II ("de Rode") valt met een leger (ongeveer 30.000 man) het West-Frankische Rijk binnen. Hij verwoest de steden Reims, Soissons (waar hij stopt bij de Abdij van Sint-Medardus) en Laon. Lotharius III vlucht naar Parijs, waar hij wordt belegerd door de keizerlijke troepen. Otto's neef Karel van Lotharingen (verbannen uit Frankrijk) wordt in Laon door Diederik I, bisschop van Metz, uitgeroepen tot 'koning van de Franken'.[4]
- 30 november - Otto II ("de Rode") heft de belegering van Parijs na twee maanden op (vanwege ziekte onder zijn troepen) en is gedwongen zich terug te trekken. Op de terugreis wordt de keizerlijke achterhoede door het Frankische leger onder bevel van Lotharius III verslagen bij het oversteken van de rivier de Aisne. Otto ontsnapt en zoekt samen met Karel van Lotharingen zijn toevlucht in Aken, nadat zijn voorraden zijn vernietigd.[5]
- Winter - Prins Vladimir I keert terug uit ballingschap in Noorwegen met een Varangiaans huurlingenleger en herovert Novgorod. Onderweg naar Kiev marcheert hij tegen de Kievse troepen van zijn broer Jaropolk I.[6]

### Engeland
- 18 maart - Koning Edward II ("de Martelaar") wordt vermoord in Corfe Castle in Dorsetshire. Hij wordt opgevolgd door zijn halfbroer, de 10-jarige Ethelred II ("de Onberadene"), als heerser van Engeland.

### Religie
- Eerste schriftelijke vermelding van de stad Bad Meinberg, gelegen in Noordrijn-Westfalen (huidige Duitsland).

## Geboren
- Berno van Reichenau, Duits monnik en abt (overleden 1048)
- Poppo van Stavelot, Belgisch monnik en abt (overleden 1048)
- Jaroslav I ("de Wijze"), grootvorst van Kiev (overleden 1054)
- Sophia van Gandersheim, Duits prinses (overleden 1039)
- Zoë Porphyrogenita, Byzantijns keizerin (overleden 1050)

## Overleden
- 9 februari - Liutgard van Vermandois (64), Frankisch edelvrouw
- 22 februari - Lambert I, graaf van Chalon-sur-Saône (r. 968 - 978)
- 18 maart - Edward II ("de Martelaar") (16), koning van Engeland
- 17 juni - Frederik I, hertog van Opper-Lotharingen (r. 959 - 978)